# Организация на муджахидините на иранския народ
Организация на муджахидините на иранския народ (ОМИН) (на персийски: سازمان مجاهدين خلق) е иранска политическа и паравоенна групировка в изгнание, бореща се за сваляне на правителството в Иран.
Организацията е определена като терористична от страна на Иран и Ирак, и е смятана за такава от Обединеното кралство и Европейския съюз до 2008 г. и 2009 г., съответно, и от Канада и Съединените американски щати до 2012 г.
ОМИН е критикувана за изграждането на култ към личността около нейните лидери Масуд и Мариам Раджави.

## История
Основана е на 5 септември 1965 г. от шест мюсюлмански студента, които са свързани със „Свободното движение на Иран“. В идеологически план, леви членове застават начело на ОМИН и приемат марксистката платформа през 1975 г.
Организацията започва въоръжен конфликт с династия Пахлави през 1970–те години и играе активна роля в свалянето на шаха през 1979 г. Те приветстват „Негово височество аятолах Хомейни като славен боец (Моджахед)“ и призовават всички да бъдат обединени зад него срещу роялисти и империалисти. След революцията, ОМИН участва в референдума от март 1979 г. и силно подкрепя Иран при кризата със заложниците, но бойкотира референдума за конституцията на Ислямска република през декември 1979 г., както и оттегля своя кандидат за президентските избори през януари 1980 г. Освен това организацията не успява да спечели място на парламентарните избори от 1980 г. Съюзена с президента Аболхасан Банисадр, групата се сблъсква с управляващата Ислямска републиканска партия, като избягва директна критика към Рухолах Хомейни до юни 1981 г., когато обявява война на правителството на Ислямска република Иран и инициира редица атентати и убийства насочени към управляващи духовници.
Организацията излиза в изгнание, като продължава да извършва нападения в Иран. През 1983 г. тя застава на страната на Саддам Хюсеин срещу иранските въоръжени сили във войната между Иран и Ирак, решение, което се разглежда като предателство от страна на по-голямата част от иранците.
ОМИН твърди, че не използва насилие през 2001 г. Въпреки това, е обвинена от многобройните коментатори, че се финансира, обучава и въоръжава от Израел за убийствата на ирански ядрени учени и преподаватели.
Докато ръководството на организацията пребивава в Париж, основните членове са в продължение на години, ограничени до лагера Ашраф в Ирак, особено след като ОМИН и САЩ подписват споразумение за прекратяване на огъня по „взаимно разбиране и координация“ през 2003 г. Организацията по-късно се премества в бившата военна база на САЩ Кемп Либърти в Ирак, и след това в Албания.
През 2002 г. ОМИН разкрива съществуването на ядрена програма на Иран. Оттогава те правят различни твърдения за програмата, не всички от които са точни.

## Участия в изобри
| Година | Избори/референдум                | Места/нагласа         | Източник |
| ------ | -------------------------------- | --------------------- | -------- |
| 1979   | Референдум за ислямска република | Гласува с 'Да'        |          |
| 1979   | Избори за съвет на експерти      | 0 / 73 (0%)           | [ 14 ]   |
| 1979   | Конституционен референдум        | Бойкотира             |          |
| 1980   | Президентски избори              | Гласува, без кандидат |          |
| 1980   | Парламентарни избори             | 0 / 270 (0%)          | [ 14 ]   |

## Измами и пране на пари
Освен средствата, предоставени от чужди държави (като Саудитска Арабия и Ирак по времето на Саддам Хюсеин), организацията набира средства чрез измама и пране на пари. Според „RAND Corporation“, поддръжници на ОМИН събират дарения на обществени места, често показващи „ужасяващи картини“ на жертвите на правата на човека в Иран и твърдящи, че събират пари за тях, но всъщност са за организацията.

### Германия
В Германия, върховният съд постановява да затвори няколко сметки на ОМИН, след като разследвания разкриват, че организацията с цел измама, набира между $5 и $10 милиона социални помощи за деца на своите членове, изпратени до Европа.

### Великобритания
Във Великобритания оперира кампания за фиктивна благотворителност, а именно „Помощ за Иран“, която „твърди, че събира пари за ирански бежанци, преследвани от ислямския режим“, а по-късно става ясно, че е параван за военното крило. През 2001 г. Комисията за благотворителност на Англия и Уелс я закриват, след като не намират „проверими връзки между парите, дарени от британската общественост (приблизително £5 милиона годишно) и благотворителна дейност в Иран“.

### САЩ
Седем привърженици са задържани от Федералното бюро за разследване (ФБР) за пренасочване на повече от $1 милион на организацията през друга фиктивна благотворителност, „Комитет за правата на човека в Иран“.
На 19 ноември 2004 г., две организации „Иранско-американската общност на Северна Вирджиния“ и „Съюза срещу фундаментализма“, организират демонстрации пред сградата Капитол във Вашингтон и прехвърлят средства за нея, някои от кооти $ 9000 по сметката на член на ОМИН в Тексас. Конгресът и въпросната банка не са наясно с това дали демонстрантите действително предоставят материална подкрепа на ОМИН.

## Положение сред иранската опозиция
Докладът от октомври 1994 г. на Държавния департамент на САЩ отбелязва, че другите ирански опозиционни групи не си сътрудничат с организацията, защото я възприемат като „недемократична“ и „строго контролирана“ от нейните лидери.
Поради своята анти-шахска позиция преди революцията, тя не е в близост до монархическите опозиционни групи и Реза Пахлави, сваленият принц на Иран. Импийчнатият президент на Иран, Аболхасан Банисадр също прекратява сътрудничеството си с ОМИН през 1984 г., осъждайки позицията по време на ирано-иракската война.

## Покушения
Сред известните покушения, извършени от организацията са:
- Ген. Али Саяд Ширази, заместник-главнокомандващ на генералния щаб на въоръжените сили на Ислямска република Иран[20]
- Асадолах Ладжеварди, ръковотел на затворническата система на Иран (1998)
- Мохамед Али Раджай, президент на Иран (1981)
- Мохамед Джавад Бахонар, министър-председател на Иран (1981)
- Мохамед Бехещи, главен съдия на Иран (1981)[21]

## Определяне като терористична организация
Страните и организациите по-долу, официално регистрират ОМИН като терористична организация:
| По настощем     | |
| Иран            | Определена от настоящата власт от 1981 г., също и при династия Пахлави до 1979 г.                                                                          |
| Ирак            | Определена от правителството след 2003 г. |
| Преди           | |
| САЩ             | Определена на 8 юли 1997 г., премахната на 28 септември 2012 г.                                                                                            |
| Великобритания  | Определена на 28 март 2001 г., премахната на 24 юни 2008 г.                                                                                                |
| Европейски съюз | Определена през май 2002 г., премахната на 26 януари 2009 г.                                                                                               |
| Канада          | Определена на 24 май 2005 г., премахната на 20 декември 2012 г.                                                                                            |
| Други           | |
| Австралия       | Не е определена като терористична, но е добавена към „консолидиран списък“, условие на Резолюция 1373 на Съвета за сигурност на ООН от 21 декември 2001 г. |